# Vimar
Vimar är ett svenskt mansnamn av fornnordiskt ursprung. Numera mycket ovanligt. Den tyska staden Weimar benämns omväxlande som Wimar. Det namnet är troligtvis en sammansättning av det gamla germanska ordet wih (helig) och det högtyska ordet mar (sjö,träsk eller vatten). Vimar kan också vara en form av Vigmar (av fornnordiska vig = strid och mar = berömd).
Den 31 december 2014 fanns det 111 män i Sverige med namnet, varav 29 med namnet som tilltalsnamn. Vid samma tidpunkt fanns 72 män med stavningen Wimar. 8 av dem hade namnet som tilltalsnamn.
Namnsdag: ingen. (22 mars 1986-1993).

## Personer med namnet Vimar
- Daniel Wimar Andreas Gullstrand, svensk politiker
- Daniel Vimar Gustav Grahn, svensk företagsledare och tidningsman
- Erik Gunnar Vimar Strååt, svensk skådespelare